# Nội các Thái Lan
Nội các Thái Lan,trước đây được gọi là Hội đồng Bộ trưởng Thái Lan (Tiếng Thái: คณะรัฐมนตรี, Khana Ratthamontri),gồm có 35 thành viên đại diện cao cấp cho Vương quốc Thái Lan.Nội các là cơ quan quản lý ngành Hành pháp của Thái Lan,các thành viên trong nội các được Thủ tướng Thái Lan đề cử sau đó được Quốc vương Thái Lan chính thức bổ nhiệm và phê chuẩn chức danh.Nội các thường được gọi là "Chính phủ" hoặc "Chính phủ Hoàng gia Thái Lan"

## Lịch sử
Trước cách mạng năm 1932,chức vụ trong Triều đình Chakri là "Krom" (Thái: กรม) và "Senabodi" (Thái: เสนาบดี) Năm 1874 dưới triều vua Chulalongkorn thành lập Hội đồng Cơ mật gồm 49 thành viên là Hoàng tử và các quan cấp cao.Lần đầu tiên Vua Xiêm thực hiện quyền điêu hành thông qua một Hội đồng.
Năm 1925 Vua Prajadhipok đã thành lập Hội đồng Tối cao của Nhà nước Xiêm La (Thái: อภิรัฐมนตรี สภา, Aphiratthamontrisapha) có 5 thành viên (tất cả đều là anh em của Nhà vua và đều được trưởng thành tại Thái Lan) để giúp cai trị đất nước.Tuy nhiên sau cuộc cách mạng năm 1932, nhóm Khana Ratsadon quyết định giải thể Hội đồng. Thay vào đó là hiến pháp mới lập ra Ủy ban Nhân dân Xiêm La (Thái: คณะ กรรมการ ราษฎร, Khana Kammakan Ratsadon) do một Chủ tịch đừng đấu. Hội đồng Cơ mật trở thành Hội đồng tư vấn của Hoàng gia.
Hiến pháp mới được ban hành vào cuối năm 1932 Ủy ban Nhân dân Xiêm được đổi thành "Hội đồng Bộ trưởng" và người đứng đầu là Thủ tướng Chính phủ.